# ワールド・ワイド・ウォーゲームズ
ワールド・ワイド・ウォーゲームズ（World Wide Wargames, or 3W）は主にボード・ウォーゲームを出版する、かつてアメリカ合衆国に存在したゲーム会社であった。
1977年、Keith Poulter によってUK Wargamerとしてイギリスで設立され、後にアメリカ合衆国のカリフォルニアに移転した。
多くのボード・ウォーゲームを販売すると共に、雑誌「The wargamer」を発行していた。
また、TSRから取得した雑誌「Strategy & Tactics」、「Moves」などを発行するものの、それらはDecision Gamesに売却された。